# Иоганн V (маркграф Бранденбурга)
Иоганн V Прославленный (нем. Johann V. „der Erlauchte“; 1302 — 24 марта 1317) — маркграф Бранденбург-Зальцведельский.
Иоганн был единственным сыном бранденбургского маркграфа Германа Высокого и Анны Австрийской. В 1308 году его отец умер во время осады Любца во время Северогерманской маркграфской войны, и Иоганн унаследовал его владения. 
Он женился на Катарине, дочери глогувского князя Генриха III, но в 1317 году умер, не имея наследников. С его смертью пресеклась зальцведельская ветвь рода Асканиев, и его владения отошли Вальдемару из штендальской ветви.